# Castlevania: Lords of Shadow 2
Castlevania: Lords of Shadow 2 es un videojuego de acción-aventura de la saga Castlevania y es la secuela de Castlevania: Lords of Shadow - Mirror of Fate. Fue desarrollado nuevamente por MercurySteam y distribuido por Konami, saliendo a la venta en febrero de 2014. Este videojuego es la conclusión a la saga Lords of Shadow y es el último videojuego de Castlevania desarrollado por MercurySteam.

## Trama
La historia se desarrolla luego del desenlace de Castlevania: Lords of Shadow - Mirror of Fate, en donde Gabriel Belmont transformado en Drácula, el príncipe de las tinieblas, asesina a su hijo biológico Trevor Belmont sin saber de su parentesco; pero Trevor, antes de morir, le confiesa a su padre que era hijo de Marie Belmont, cónyuge de Gabriel. Drácula, arrepentido de sus acciones, transfusiona su sangre maldita al cadáver, produciendo que la beba, y lo deposita en un sarcófago, con la esperanza de que su sangre sea capaz de resucitar a su hijo.
Drácula, con gran remordimiento, ahora sólo desea restaurar el orden, y sabe que para ello debe destruir a Satán, quien desea volver a la Tierra para gobernar el mundo como venganza por su derrota, y a Zobek, poderoso nigromante inmortal con apariencia humana, pero el inconveniente es que ambos no se atreven a combatir a Drácula, porque saben que serían derrotados. 
Luego de unos años, su castillo es brutalmente asediado y destruido por la Hermandad de la Luz, y en las ruinas del mismo, Drácula se reencuentra con su anteriormente fallecido hijo, quien ahora ha resucitado como Alucard, quien ha renacido como vampiro inmortal. Tras escuchar las intenciones de su padre, le propone atravesar su corazón con su espada, Crissaegrim, que lo dejaría inconsciente hasta que sea removida, para falsificar su muerte y provocar que tanto Zobek y Satán bajen la guardia y salgan de las sombras. 
Gabriel no está convencido con el plan, ya que esto provocaría que pierda su memoria y todos sus poderes, pero Alucard deduce que Zobek va a pedir su ayuda para derrotar a Satán, por lo que lo ayudaría a recuperar todos sus poderes para poder enfrentarlo luego, lo único que debería hacer es recuperar todas sus habilidades, derrotar a Zobek mientras esté indefenso, y luego a Satán cuando sea invocado, ya que él todavía creerá que Drácula ya fue derrotado y que no tendrá ningún problema en la Tierra.
Y así, el debilitado Drácula renace varios centenarios después, ya en el siglo XXI, cuando su hijo Trevor Belmont remueve la espada de su corazón. Zobek se da cuenta de que Satán sería invocado muy pronto y que Drácula ha reaparecido pero en una débil condición, por lo que comienza a trabajar con su enemigo para así evitar que Satán sea invocado, mientras que le ayuda a recuperar sus poderes perdidos. Zobek es capaz de leer mentes, pero como Drácula ha perdido la memoria, éste no recuerda su plan para derrotarlos, simplemente siente remordimiento y desea morir para así obtener el descanso eterno; por lo que Zobek, aprovechando que estaría derrotando a sus dos mayores enemigos, le propone asesinarlo con el arma tradicional de la saga, el Vampire Killer, pero solo cuando se aseguren que Satán ya no sería invocado, y así comienza la historia.

## Desarrollo
El juego fue anunciado en el E3 2012. Los desarrolladores otorgan en esta entrega la oportunidad de que los jugadores encarnen a Drácula por primera vez en la saga Castlevania, ya que la temática principal de las anteriores entregas siempre giró en torno a derrotar a Drácula, y no ver el mundo desde su perspectiva. 
El príncipe de las tinieblas utiliza como armamento el Látigo de Sombra, que le permite atacar con su propia sangre, solidificándola una vez fuera de su cuerpo para así crear un potente látigo de sangre, para luego reinsertar el fluido a su circulación; la Espada del Vacío, que absorbe la energía vital de los seres vivos con que su hoja hace contacto y se la transfiere a su portador, junto a la capacidad de controlar el viento y agua por debajo de los 0 °C; y las Garras del Caos, guanteletes metálicos de gran tamaño engullidos en llamas, con la capacidad de alterar el fuego y la tierra ardiente a voluntad.
Aunque la precuela fue bien recibida, los desarrolladores señalaron que tenía varios defectos que querían arreglar y mejorar en la jugabilidad. Esto incluye la reducción de la dependencia excesiva de los Quick Time Events, eventos en los que se le solicita al jugador que ingrese un comando para progresar exitosamente en una cinemática, el retiro de la cámara fija a favor de una cámara libre de 360°, y la mejora de la velocidad de fotogramas por segundo. En lugar de reutilizar elementos de los videojuegos anteriores, el equipo de MercurySteam decidió rediseñar el motor gráfico, el actualmente denominado Mercury Engine 2.
Lords of Shadow también se consideró demasiado lineal, lo que dio lugar a un nuevo cambio para la secuela. El videojuego se rediseñó para incorporar un mundo abierto, para dar al jugador una sensación de libertad y para evitar la separación del juego en niveles, dando la sensación de interconexión. A pesar de que al comenzar la entrega la jugabilidad es lineal, al jugador se le irán ofreciendo más opciones a medida que más progrese en la historia principal. A diferencia del primer Lords of Shadow, no cuenta con la supervisión personal de Hideo Kojima.

## Controles

### Armas
Látigo de sombra: Es el arma principal del juego. En realidad no es más que la sangre de Drácula utilizada por este para azotar enemigos, permitiéndole al jugador lanzar ataques a larga distancia.
Espada de vacío: Drácula puede dominar el poder impuro del vacío y materializarlo como una espada con la que el jugador puede realizar ataques de mediana distancia, así como recuperar vida en el proceso.
Garras de caos: Drácula puede dominar el poder corrupto del caos y concentralo en sus manos con lo cual el jugador puede realizar ataques de corta distancia y atravesar defensas.
Dagas de sombra: Primera arma secundaria del juego. Consiste en sangre materializada en forma de dagas con las que pueden dañar a enemigos que estén más allá del rango del látigo de sombra.
Proyecciones de vacío: Arma secundaria utilizable mientras esta activada la espada de vacío. Permite al jugador congelar e inmovilizar a su objetivo.
Bombas de caos: Arma secundaria utilizable mientras esta activada las garras de caos. Permite al jugador quemar e incinerar a su objetivo.

### Poderes vampíricos
Nube de murciélagos: Aunque Drácula normalmente no requiere de esto, en la trama vemos que permite al jugador distraer a los adversarios.
Posesión: Drácula puede posesionar los cuerpos de determinados personajes para no ser detectado.
Plaga de ratas: Drácula puede esconderse en las sombras y posesionar a un pequeño grupo de ratas las cuales permiten al jugador pasar por lugares inaccesibles.
Forma de niebla: Drácula puede transformarse en niebla. Permite al jugador atravesar zonas inaccesibles.
Alas demoniacas: Permiten al jugador ejcutar un segundo salto en el aire para alcanzar zonas elevadas.

### Reliquias
Corazón de Dracul: Representa la salud de Drácula.
Lágrimas de santo: Permite restaurar la salud de Drácula al máximo. 
Sello de Alastor: Permite desbloquear todas las técnicas temporalmente.
Reloj de Estolas: Hace más lento el paso del tiempo temporalmente, lo que permite al jugador ejecutar ataques con tra enemigos veloces y poco esquivos, además de ganar puntos de experiencia adicionales.
Demonio encorralado: Eleva los poderes de vacío y de caos al máximo temporalmente. Lo que permite al jugador utilizar durante ese rato estos poderes hasta agotarse, lo cual ocurre pasado algún tiempo.
Talismán de dragón: Permite a Drácula convertirse en un dragón volador que causa gran daño a sus adversarios.
Huevo de dodo: Permite invocar un pequeño dodo. Este volará hacia ubicaciones secretas siempre que se encuentren cerca de Drácula.
Medallón de lobo: Representación física de la memoria perdida de Drácula. Es su espíritu guía entre el castillo del pasado y la ciudad del presente.
Medallón Kleidos: Un poderoso espejo antiguo. Esta reliquia permite ingresar a desafíos desde la tienda del Chupacabras. Se ve como una máscara antigua con clavos que se pueden insertar. Cada 4 clavos se desbloquean una serie de desafíos.
Espejo del destino: Permite ver el destino que quien se refleje en este. Así como también desbloquear ciertas puertas.

## Jugabilidad
Muy diferente a la de Castlevania Lords of Shadow. Lords of Shadow 2 es un juego de acción y aventura en tercera persona en el que el jugador controla el personaje principal, Drácula (anteriormente Gabriel Belmont). Para este juego se cambió los anteriores poderes por otros. El combate consiste en un látigo hecho de la propia sangre de Drácula llamado látigo de sombra. El jugador puede realizar hasta cuarenta desbloqueables combos con él. Los comandos consisten en ataques directos para infligir daño a enemigos individuales y ataques de área débiles cuando están rodeados de ellos. También es capaz de interacciones con armas secundarias, tales como dagas de sombra, proyecciones de vacío, bombas de caos, nubes de murciélagos así como poderes vampíricos y reliquias que se puedan actualizar. Además, se dispone del sistema de magia de vacío y magia de caos, que tienen como objetivo mejorar la capacidad defensisa y la ofensiva, respectivamente. 
El jugador puede controlar a Drácula para explorar por distintas zonas, ya sea en el castillo o en la ciudad. Drácula puede escalar paredes, rapel y movimientos de balanceo. Algunas secuencias del juego exigen al jugador para resolver los puzles físicos o enigmas. Por otra parte, ciertos objetos en movimiento puede provocar reacciones en cadena y caminos abiertos a nuevas áreas. El jugador puede explorar los niveles con el fin de encontrar elementos ocultos, lo que puede aumentar la salud o habilidades mágicas. Estos artículos son "joyas", hay tres tipos, incluyendo gemaz de vida (rojas), gemas de vacío (azules) y gemas de caos (amarillas). Estos pueden aumentar la resistencia de vida, la capacidad mágica de vacío y la habilidad mágica de caos, respectivamente.

## Historia
Castlevania: Lords of Shadow 2 acontece en Europa en dos períodos, el primero en el siglo XVI y el segundo en el siglo XXI.

### El asedio del castillo
Drácula una noche, mientras descansa en su trono, despierta al escuchar sonidos de forcejeo, es entonces que mediante un ariete ingresan por el portón real caballeros de la Hermandad de la Luz con el propósito de destruirle para siempre. Drácula destruye a sus adversarios con todas sus armas, tras lo cual sale del cuarto del trono y recorre el castillo hasta llegar a un balcón desde donde observa como el ejército de la hermandad está asediando su castillo, entonces es atacado por un titán mecánico, el cual obedece las órdenes dadas por un paladín de la hermandad: Roland de Ronceval. Drácula enfrenta al paladín pero el combate es interrumpido por el titán el cual destruye varias partes del castillo. Drácula trepa al brazo del titán para llegar hasta la cabeza, teniendo que derrotar a varios caballeros en el proceso. Al llegar a la cabeza del titán mecánico, le desparrama su sangre maldita al cristal vital con el propósito de corromperlo y destruirlo, haciendo que este caiga encima del castillo, y provocando la muerte de varios caballeros de la hermandad en el camino.
Drácula se levanta de entre los restos del titán para reanudar el combate contra el paladín, al cual vence. Este como último recurso saca una cruz de oro bendita y comienza a pronunciar un conjuro para purificar todos los males, Drácula le dice que una vez fue como él, pero que Dios le mostró otro camino. El paladín continua recitando mientras Drácula le dice que el poder de Dios no puede destruirlo, ya que él es su elegido. Acto seguido, agarra la cruz y recita junto al paladín el mismo conjuro, derivando en una gran explosión que termina aniquilando a todo el ejército de la hermandad de la luz, y también destruye gran parte del castillo. Solo queda en pie Drácula, cuando de repente aparece Alucard.

### Siglos después en ciudad Castlevania
Una noche un Drácula envejecido despierta de su ataúd. Se queda observando el lugar donde se encuentra y comienza a recordar su último encuentro con Zobek, quien le pide ayuda con el fin de detener el regreso de Satán, perpetrado por sus acólitos. También recuerda que Zobek le ofreció terminar con su inmortalidad. Sale de la iglesia, cuando nota a distancia lo que parece un fantasma, el cual le sugiere que lo siga. Acto seguido, Drácula se encuentra con una criatura a la que intenta golpear pero en su condición no puede hacer nada, es derrotado por esta criatura cuando una figura misteriosa derrota a la criatura y Drácula queda inconsciente. Drácula despierta en una habitación oscura donde estaban también una pareja y una niña, luego de morder a la pareja y succionar su sangre, mata a la niña y recobra su aspecto juvenil. En una habitación contigua se encuentra Zobek, custodiado por un lugarteniente (aquel que le había rescatado) el cual al notar las intenciones de Drácula desenvaina su espada, pero Zobek le dice que no se preocupe y le deja en evidencia a Drácula que ahora incluso su lugarteniente es más fuerte que el. Después de una breve conversación, Drácula accede ayudar a Zobek a detener a los acólitos de Satán. Después Zobek le dice la posible ubicación de uno de los acólitos de Satán, en un laboratorio bioquímico, Zobek abre un portal pero dice que solo puede enviarlo a las afueras del laboratorio, porque posiblemente los acólitos puedan descubrir su ubicación.

## Reparto
- Robert Carlyle como Gabriel Belmont/Drácula.
- Patrick Stewart como Zobek.
- Jason Isaacs como Satán.
- Richard Madden como Alucard.
- Anthony Howell como Víctor Belmont.
- Natascha McElhone como Marie Belmont.
- Sally Knyvette como Carmilla.
- Mark Lewis Healy como El Juguetero.
- Alex Childs como Raisa Volkova.

## Recepción
El juego recibió una recepción mixta de los críticos a diferencia de su predecesora, Metacritic le dio al juego 61/100 en PC, 62/100 en PlayStation 3 y 70/100 en Xbox 360. 
El título tuvo palabras de elogio para el combate, describiéndolos como "simplemente impresionante", un "impresionante y fluido sistema de combate". Eurogamer destacó la lucha contra el jefe llamado el Juguetero como un lugar donde "todo el juego se estremece de pronto", pero consideró que estos niveles de diversión no podrían mantenerse siempre en el juego. 
IGN también disfrutó de los combates contra jefes, pero consideraron que los diseños de los enemigos son "aburridos y monótonos" y algunos no se ajustaban a la serie de Castlevania en absoluto y le dio una nota final de 6.5 de 10.
Sin embargo, la mayoría de los jugadores que jugaron CLoS2 dieron críticas más positivas, donde la mayoría de las puntuaciones en Metacritic están en 80/100 en PC, 82/100 en PlayStation 3 y 83/100 en Xbox 360